# Alan Horić
Alan Horić (Kulen Vakuf, 3. siječnja 1923. – Montréal, 21. srpnja 2022.), bio je hrvatski domovinski i iseljenički književnik.

## Životopis
Rodio se je u Kulen-Vakufu, gdje je pohađao poslije pučku školu. U Bihaću je pohađao gimnaziju, čiji je zadnji razred završio u Banjoj Luci. Već u 3. razredu gimnazije počeo je pisati stihove i igrokaze. Objavio ih je u pokrajinskim listovima, a banjolučko kazalište mu je prikazalo jedan njegov igrokaz. Studirao je dvije godine na Filozofskom fakultetu u Zagrebu. Zbog izbijanja Drugoga svjetskog rata i obvezna odlaska u vojsku imao je prijekid studija. Poslije rata je izbjegao u Italiju. U Bologni se je upisao na sveučilište, no studij je morao ubrzo napustiti. Dospio je u logor u Fermu. Potom je stupio u Legiju stranaca. Ratovao je u Indokini. Rat je preživio i otišao je u Pariz. U Parizu je na Sveučilištu Sorbonni bio povremeni slušatelj. Aktivirao se je u hrvatskim iseljeničkim organizacijama. Sudjelovao je u radu Hrvatskog radničkog saveza. Bio je suradnik lista Hrvatskog radnika. U Parizu se sveukupno kratko zadržao pa je odlučio odseliti u Kanadu. Ondje mu je novo odredište Montreal. Nastavio je studirati i napokon je uspio završiti studij. Diplomirao je književnost. Upustio se je u izdavaštvo i o snovao je izdavačku kuću Edition de l'Hexagone, koje je uznapredovalo do šezdeset objavljenih naslova godišnje. Oko poduzeća se je mnogo zauzeo pa sam nije objavio ništa od svojih vlastitih djela.
Bio je jedan od najpoznatijih hrvatskih dvojezičnih pisaca. Pisao je na hrvatskom i francuskom, a u tekstovima mu se nije vidjelo jezične manjkavosti dvojezičnosti. Prema njegovim riječima, mnogo je svoje proze i stihova uništio. Bio je član Društva kanadskih pisaca. 
Dana 30. travnja 1967. godine u svezi Deklaracije o nazivu i položaju hrvatskog književnog jezika hrvatski pisci i autori u emigraciji objavili su Apel hrvatskih pisaca i autora u emigraciji. Apel je objavljen na hrvatskome, njemačkome i francuskome jeziku u Hrvatskoj reviji, (1-2, 1967.). Horić je jedan od potpisnika.
Umro je u Montréalu, 2022. godine.

## Djela
Objavio je djela:
- L’aube assassinée (pjesme), Montréal, 1957.
- Nemir duše (pjesme), Madrid, 1959.
- Blessure auflanc du ciel (pjesme), Montréal, 1962.
- Seed of the Spacefields – A Sequence of Ten Dreams. / Cela commença par un rêve et fut la Création – Une serie de dix reves (pjesme na engleskom i francuskom; suautor s pjesnikinjom M. Penelope), Toronto, 1969.

## Nagrade i priznanja
- Odlikovani vojnik rata u Indokini.[1]
- Uvršten je u više antologija i panorama kanadske književnosti na francuskom jeziku.[1]
- Šimun Šito Ćorić uvrstio ga je u svoju antologiju 60 hrvatskih emigrantskih pisaca.[1]

## Vanjske poveznice
- Horić, Alan, Nataša Bašić i Zdravko Sančević (2002.), hbl.lzmk.hr